# Berliner Ringbahn
A Berliner Ringbahn vasútvonal Németországban, Berlin körül. A vasút 37,5 km hosszúságú, két vágányt a Berlini S-Bahn szerelvényei használnak, további kettő vágány pedig a teherforgalom rendelkezésére áll. Az S41 jelű S-Bahn járatok az óramutató járásával, míg az S42 jelű járatok ezzel ellentétesen közlekednek a Ringbahnnon. Naponta 400 ezer utas használja a Ringbahnt. Felülnézetből nézve, az alakja miatt kapta a Hundekopf („kutyafej”) nevet.
Az S-Bahn vágányai 750 voltos egyenárammal vannak villamosítva, a szerelvények egy harmadik sínből veszik az áramot. A másik két vágány pedig a Németországban országosan is alkalmazott 15 kV 16,7 Hz-es váltakozó árammal és felsővezetékkel villamosított.
A várostól távolabb egy további vasúti körgyűrű is található, a Berliner Außenring, mely több mint 125 km hosszúságú.

## Története
A körvasút szakaszosan épült meg, az első részt 1871. július 17-én nyitották meg. 1877. november 15-én a teljes körgyűrű elkészült. A vasútvonalat 1926-ra végig villamosították.
Az 1961-ben felépült Berlini fal elvágta a körvasutat, ettől az évtől kezdve két különálló részre szakadt a vonal. A fal 1990-ben leomlott, ám a körjáratok beindítására még éveket kellett várni. Több mint 12 évvel a fal leomlása után Westhafen, Wedding és Gesundbrunnen közötti S-Bahn vonalak utolsó szakaszait is helyreállították, így 2002. június 16-tól végre ismét körbejárható Berlin vasúton.

## Képek

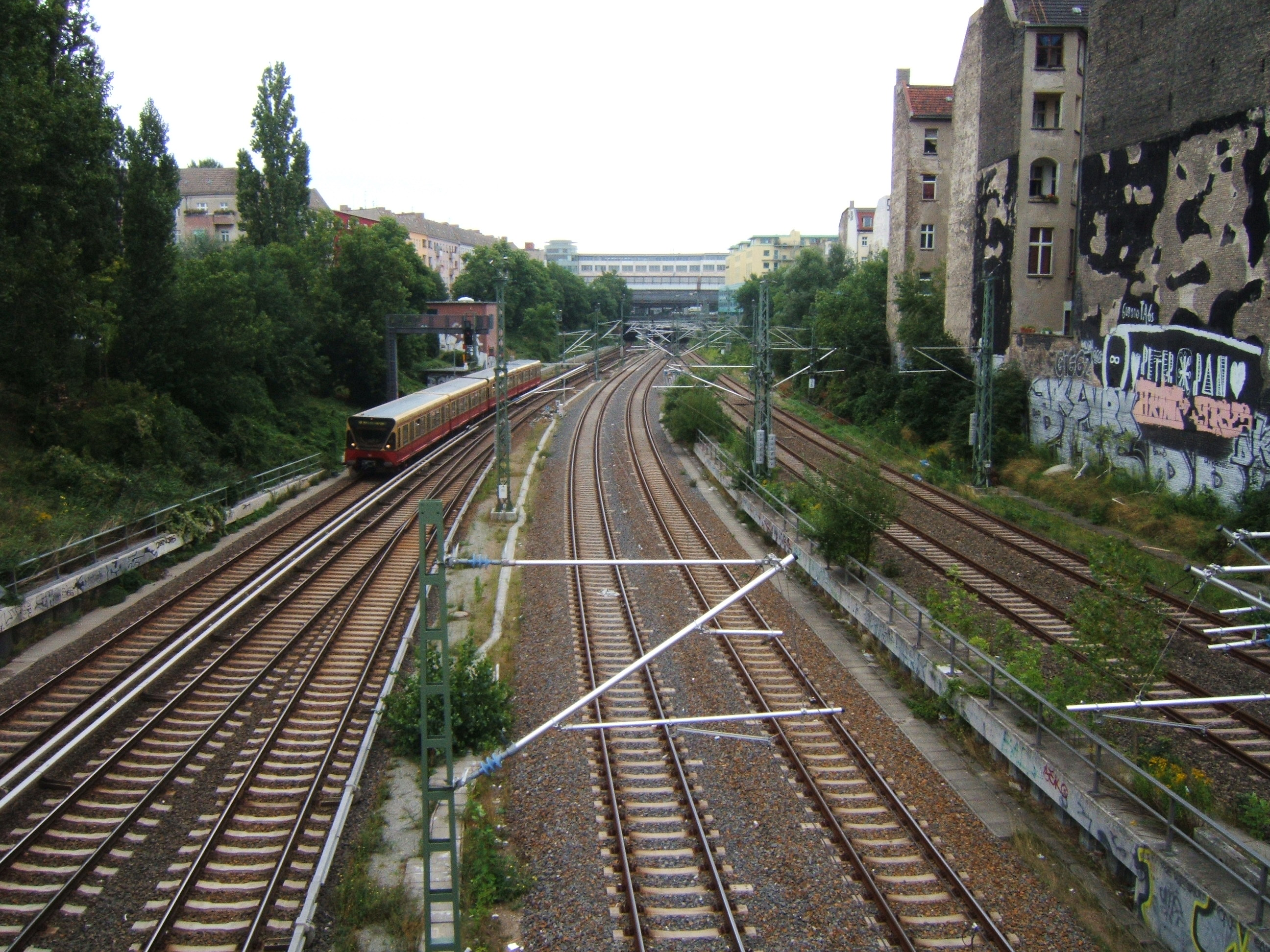
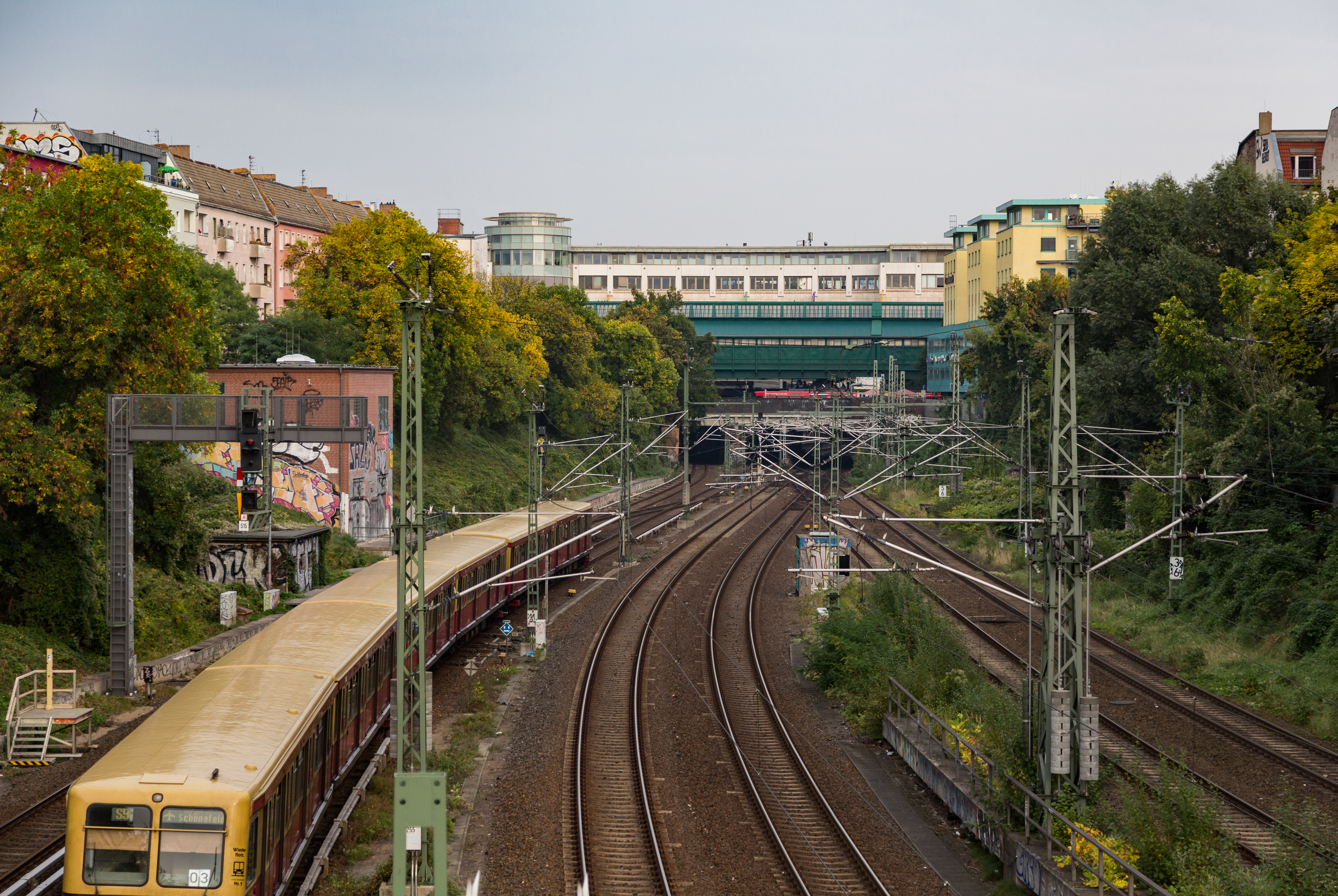
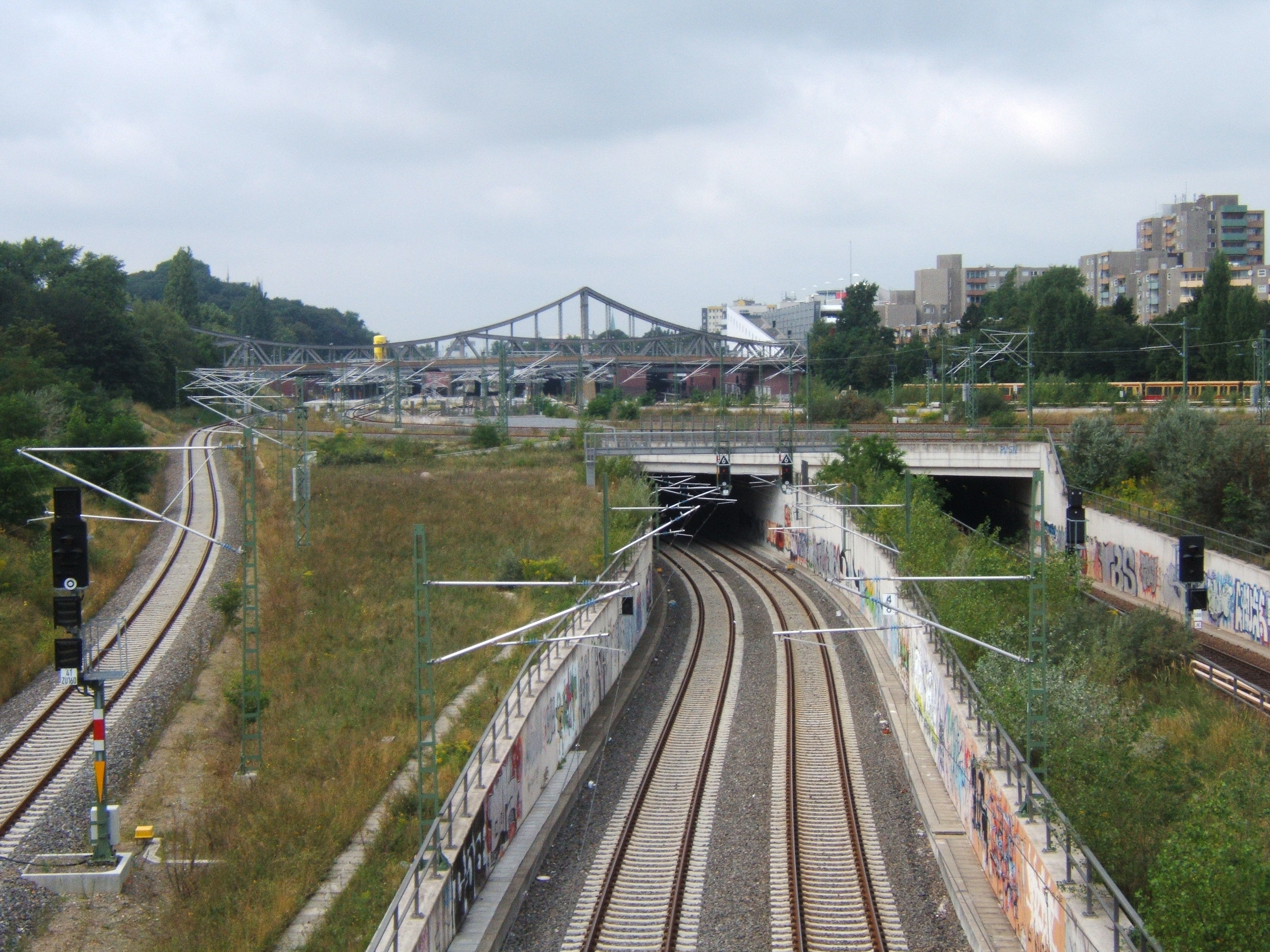
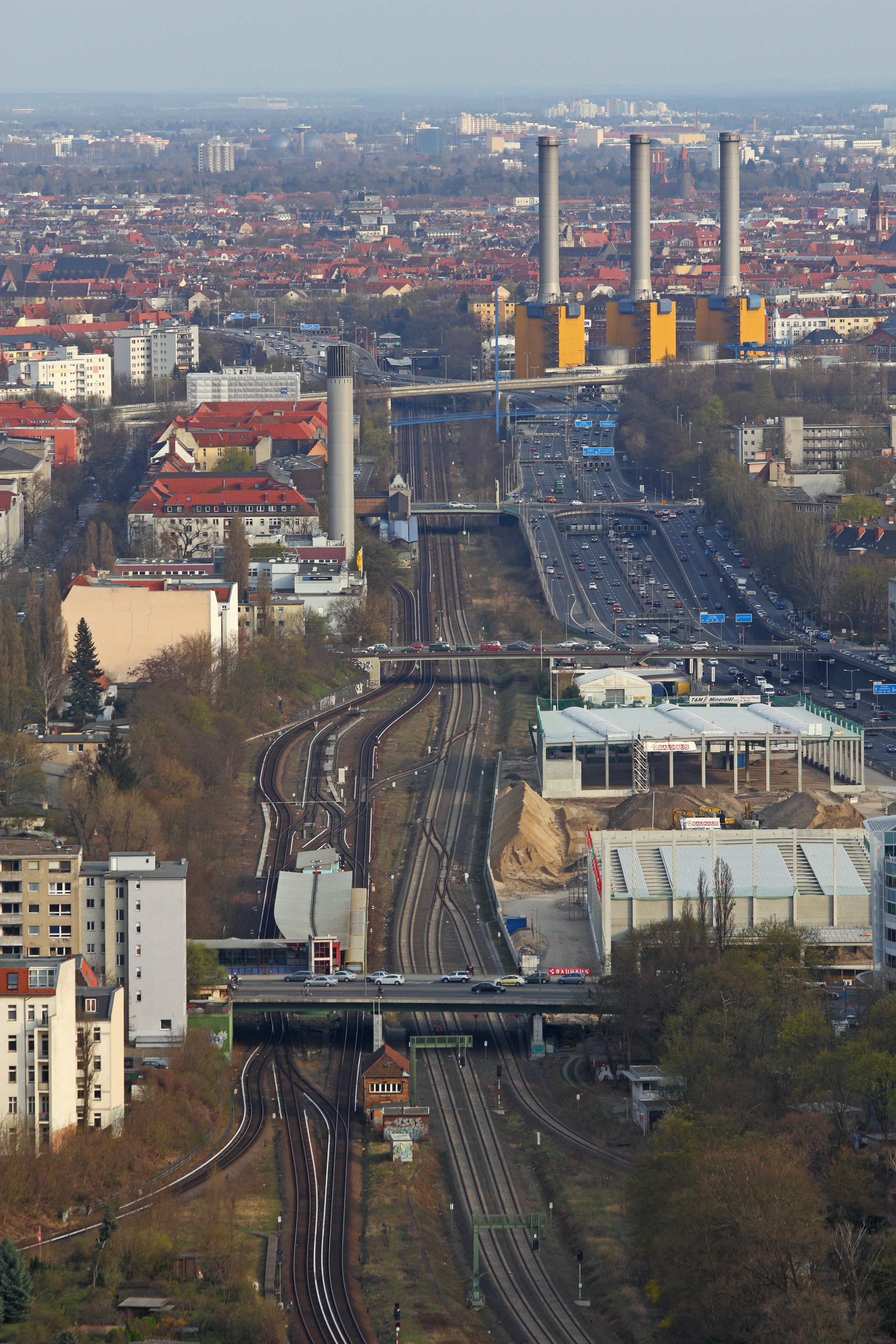
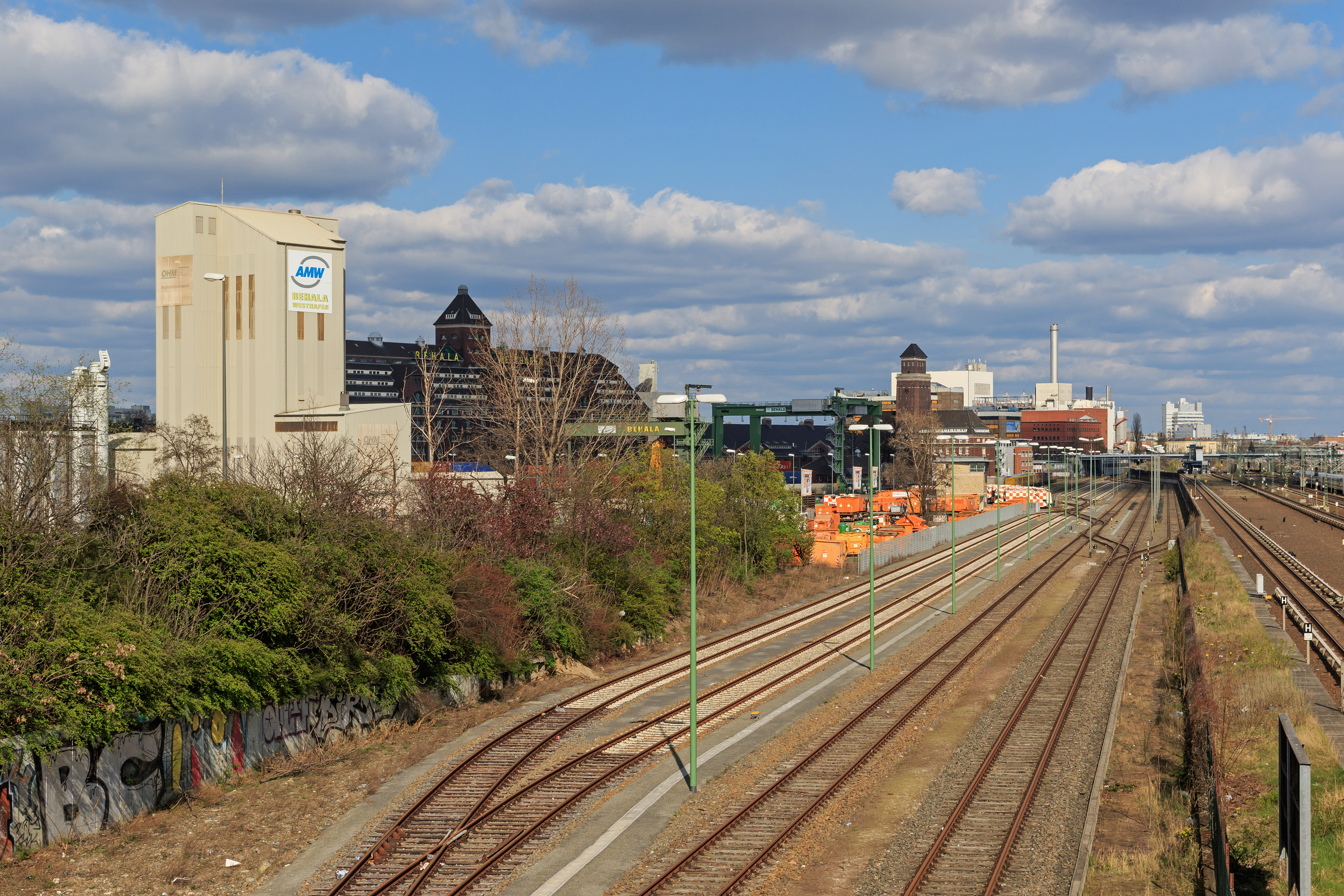
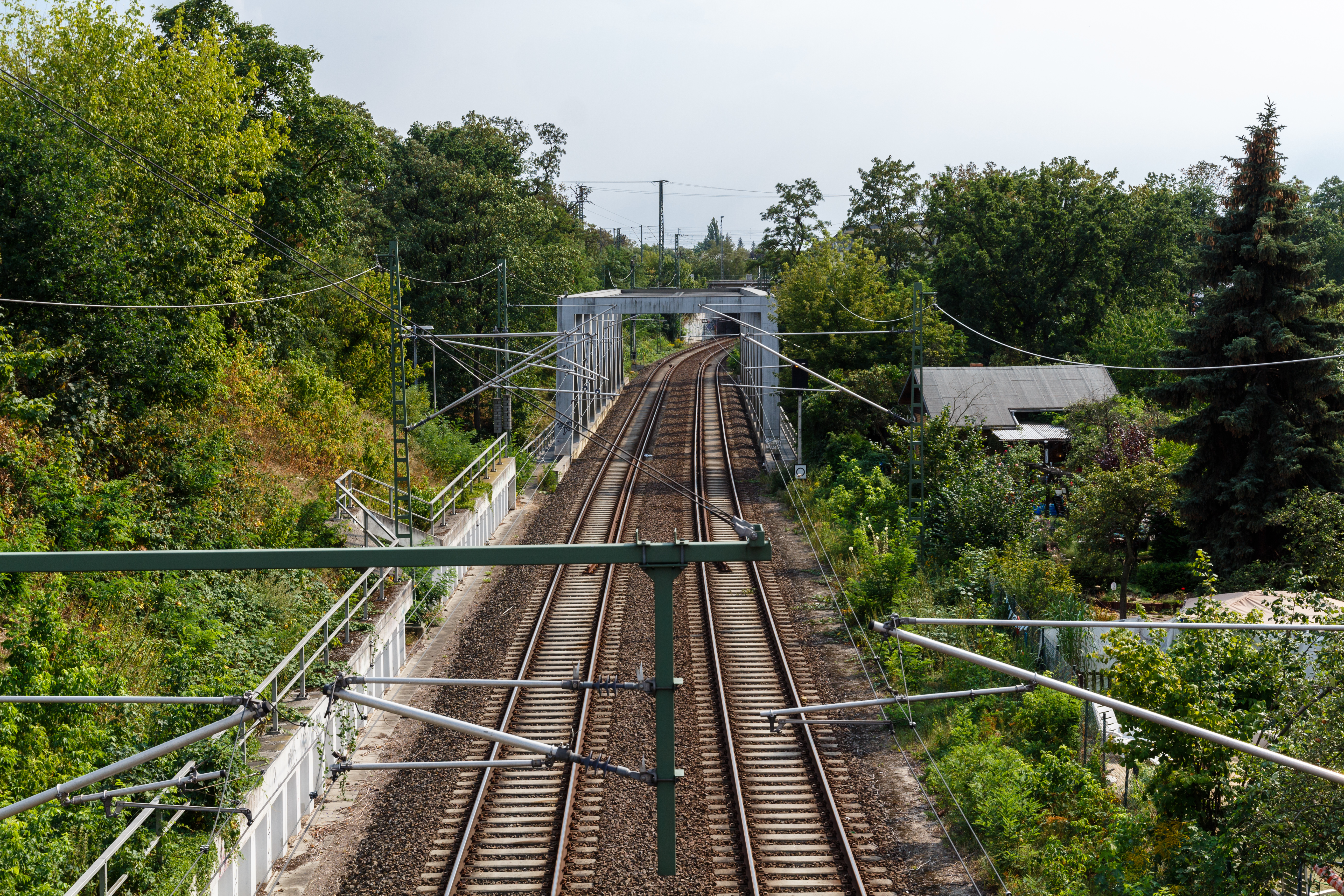
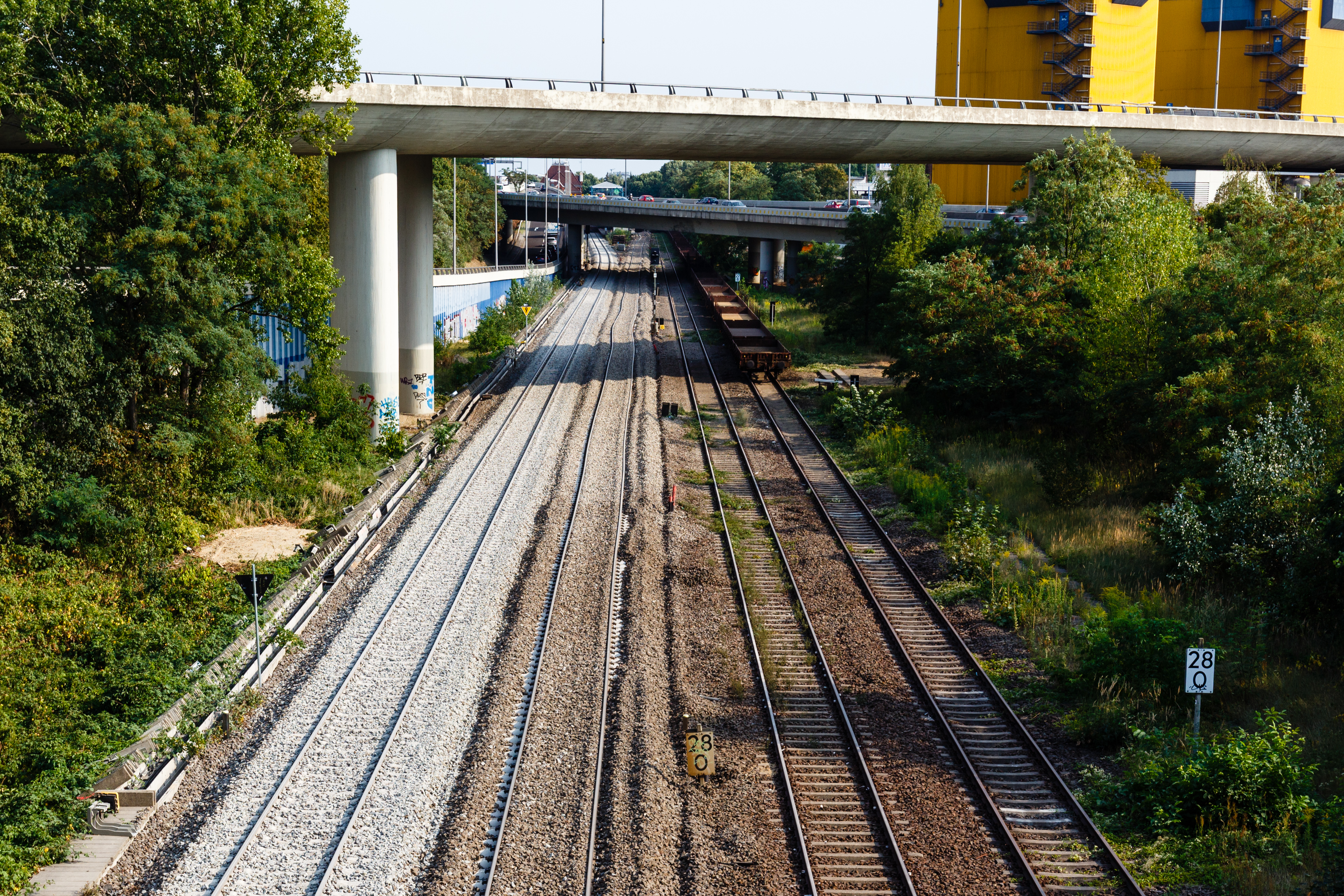
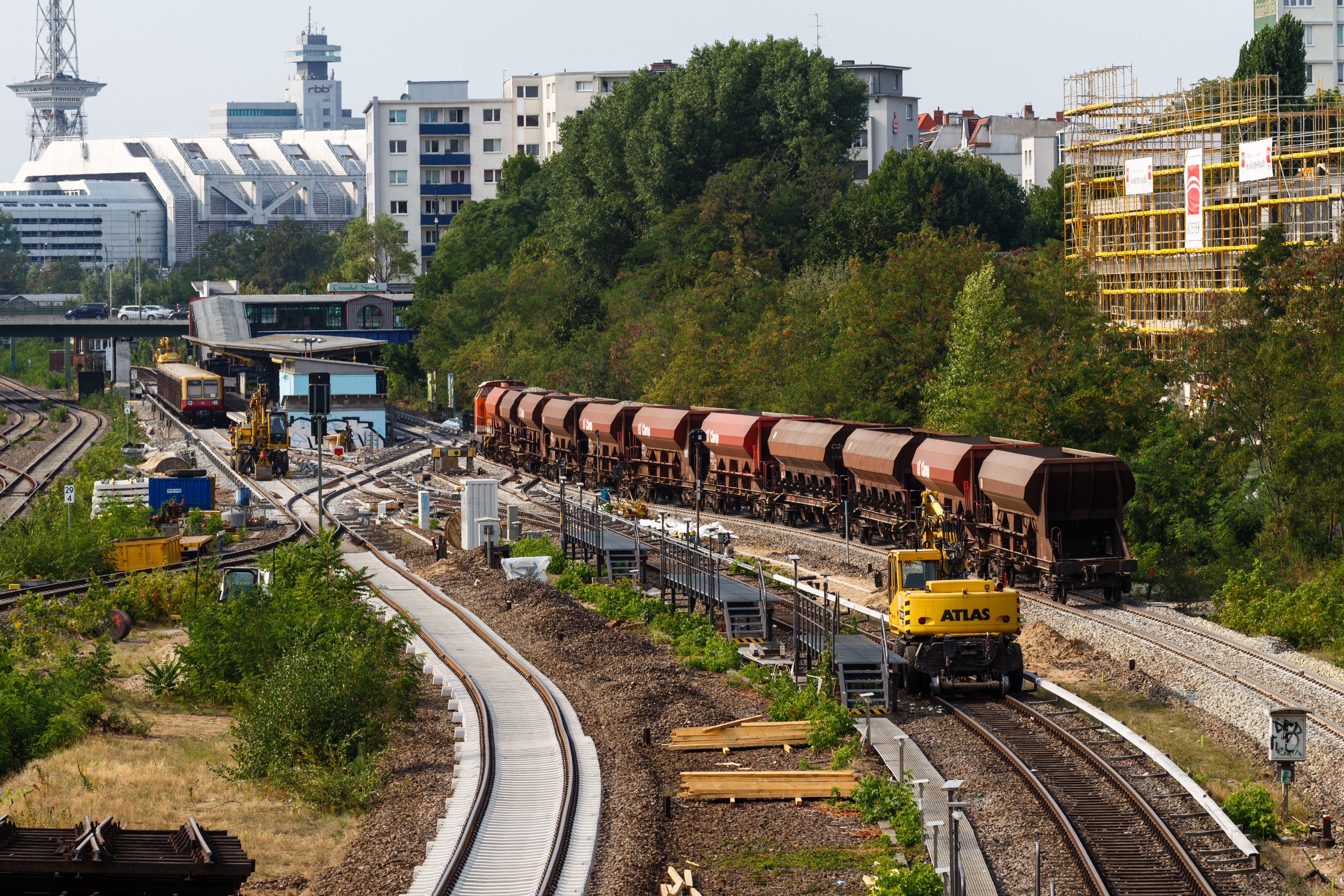
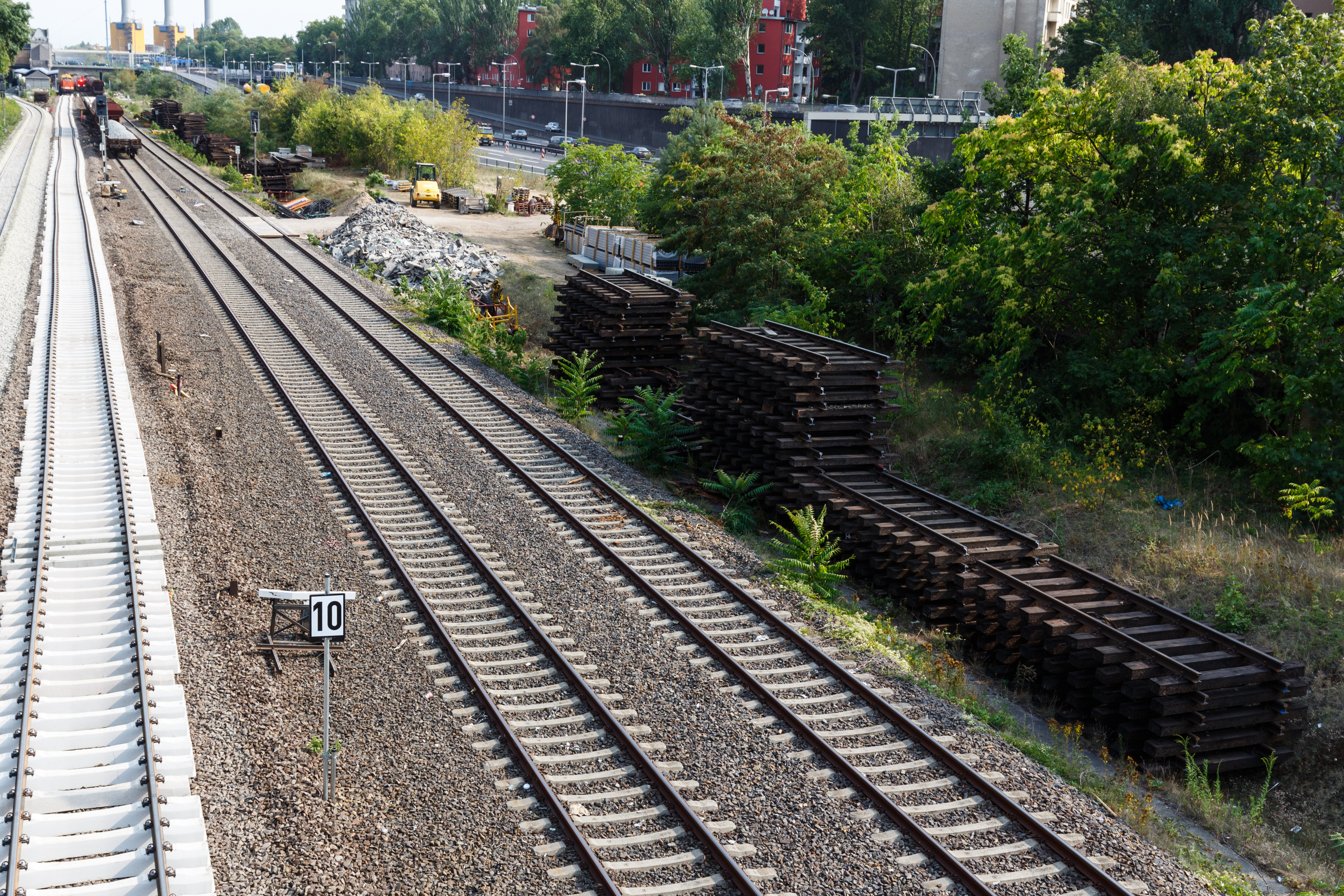
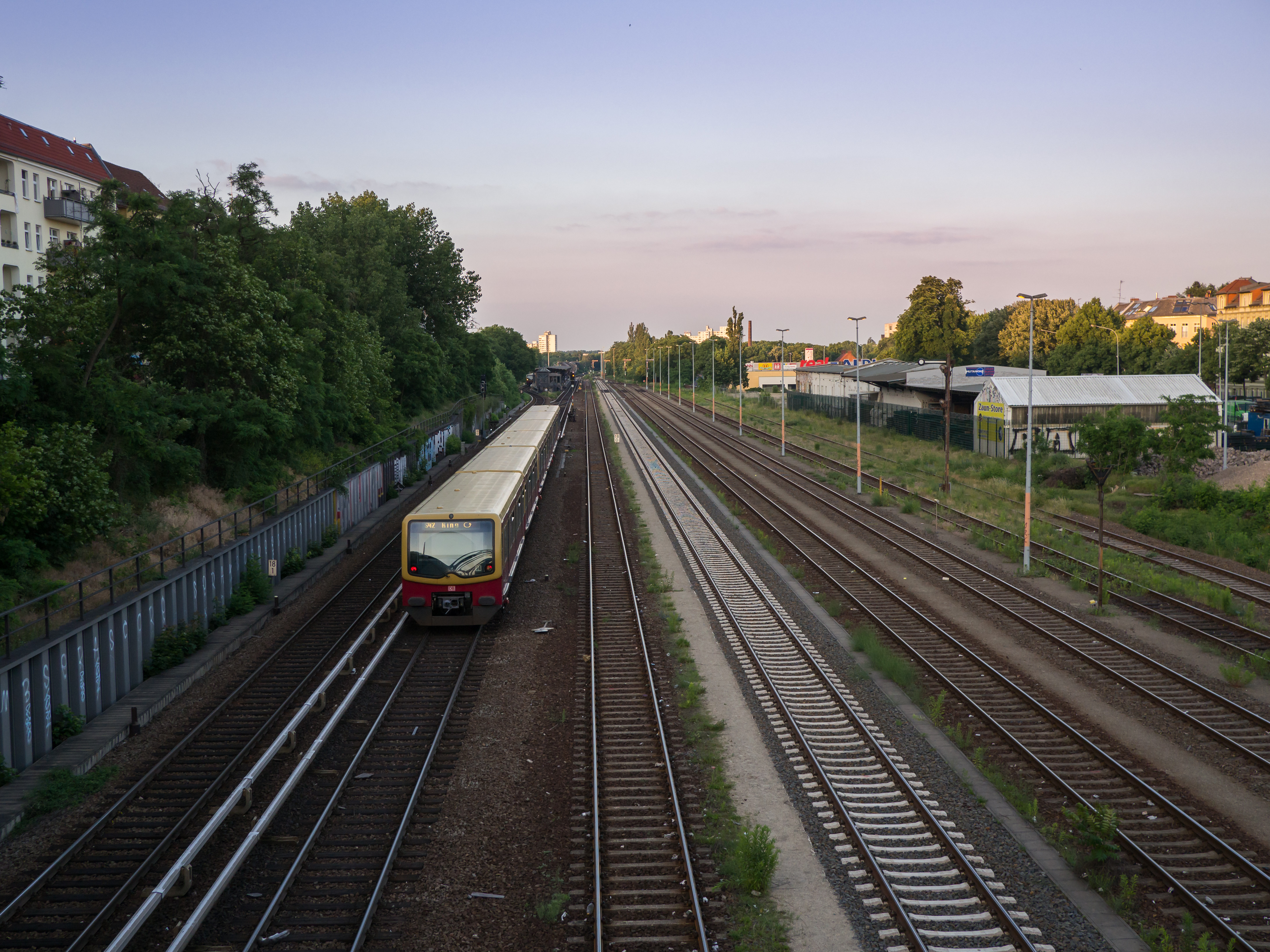